# Olive A. Ringsrud
Olive A. Ringsrud (* 7. Februar 1892 im Union County, South Dakota; † 24. August 1971 in Los Angeles, Kalifornien) war eine US-amerikanische Lehrerin und Politikerin (Republikanische Partei). Ihr Onkel war Amund O. Ringsrud, der erste Secretary of State des Bundesstaates South Dakota.

## Werdegang
Olive A. Ringsrud wurde 1892 als Tochter von Ole und Anna Eidem Ringsrud im Union County geboren. Die Familie gehörte der evangelisch-lutherischen Kirche an. Ringsrud besuchte die lokale Bezirksschule, die Elk Point High School, die Southern State' Normal School und die University of South Dakota. Danach unterrichtete sie 25 Jahre lang an Landschulen in den Schulbezirken von Huron, Platte, Corsica und Bereford. Ringsrud kandidierte im Jahr 1938 erfolgreich für eine zweijährige Amtszeit als Secretary of State von South Dakota. Sie wurde einmal wiedergewählt und bekleidete ihren Posten von 1939 bis 1943. Ihre Amtszeit war vom Zweiten Weltkrieg überschattet. 1942 kandidierte sie erfolglos für einen Sitz im US-Senat. Ringsrud war eine der ersten Frauen in South Dakota, welche sich für ein nationales Amt bewarb. Während ihres Wahlkampfs zu den Vorwahlen bezeichnete sie das Time-Magazine am 4. Mai 1942 als Willkie-ish-liboral und beschrieb sie folgendermaßen:

“5 ft. 10 in stocking feet, weighs a solid 193 Ib and seems, they say, 'even larger than she is.' With a peaches-&-cream complexion, a talent for mordant remarks, and a zest for riding the biggest horses available. Olive takes both conservatism and a thirst for reform from her Norse Lutheran heritage.”

„Ringsrud war 5 Fuß und 10 Zoll (1,64 m) groß, und wog 193 lb. Sie hatte eine Pfirsichhaut, ein Talent für sarkastische Sprüche und ein Elan für das Reiten der größten Pferde, die zur Verfügung standen. Olive war sowohl konservativ, aber auch wegen ihrer Norse-Lutheranischen-Abstammung reformwillig.“

Sie verlor die Wahlen gegen Harlan J. Bushfield, den früheren Gouverneur von South Dakota, unter welchem sie als Secretary of State diente. Nach ihrer Niederlage zog sie nach Washington, D.C. Dort arbeitete sie als Privatlehrer. Daneben war sie während des Zweiten Weltkrieges als Dolmetscher für Norwegisch im Kriegsministerium tätig. 1945 zog sie nach Kalifornien. Sie arbeitete dort bis zu ihrem Tod im Jahr 1971 als Privatlehrer. Von 1945 bis 1946 war sie auch als Dolmetscher für die gerade gegründeten Vereinten Nationen tätig. Ringsrud starb in einem Krankenhaus in Los Angeles. Kurze Zeit zuvor hat sie sich bei einem Sturz verletzt, welcher zu Komplikationen führte und zuletzt zu ihrem Tod.